# Ligatúra

Az Æ (A+E), az egyik legismertebb ligatúra

A ligatúra, magyarul ikerbetű nyomdászati szakkifejezés. Latin eredetű szó, amely elkötést, egyes írásokban összevont betűt, két egybeöntött nyomdai betűt, vagy kötőívet is jelenthet.

## Története

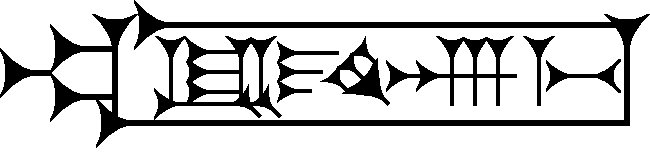
Egy újasszír ligatúra, a KA×GUR_{7}, amelyben a KA alig ismerhető fel, és a GUR_{7} jel önmaga is ligatúra, a SÍG.AḪ.ME.U jelcsoportból áll. A ligatúra jelentése: „gabonahalmok összehordása/gyűjtése”

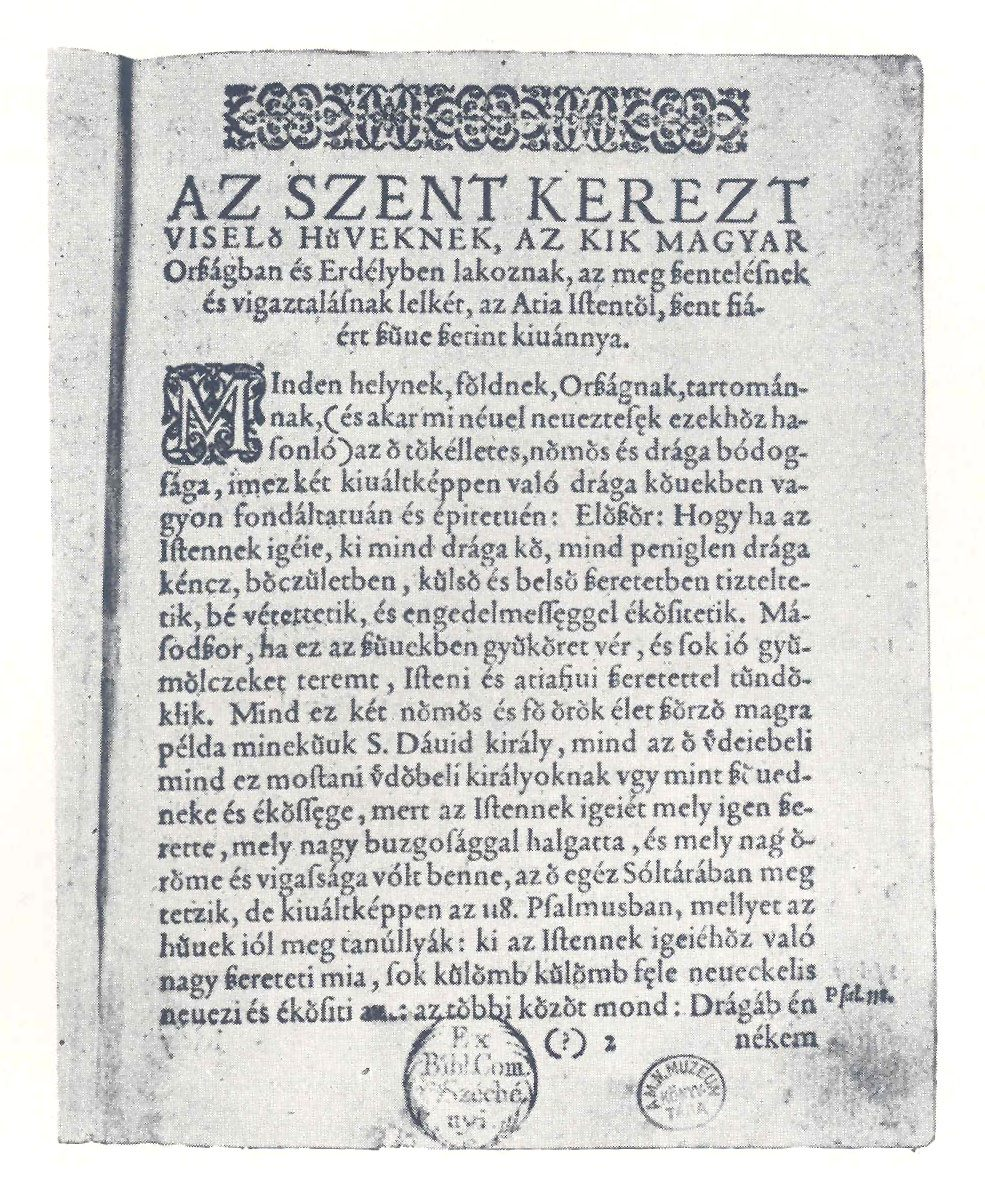
ß, ſt, fi, ſſ ligatúrák egy régi magyar szövegben

Két vagy több betű egybeírását, összekapcsolását, egyesítését jelenti. Ezt a nyomdai szakszót a történettudomány is átvette, mert nemcsak a latin betűs írások használtak jelösszevonásokat, hanem gyakorlatilag minden hangjelölő írás, sőt a logografikus és szótagírások is, úgy mint az ékírás és hieroglif írás. A ligatúra attól lesz összevont jel és nem egyszerűen két szorosan egymás mellé írt karakter, hogy a jel (betű, szótag, szójel) egyes részei a másiknak is részét alkotják és alakja torzulhat, azaz félbevágva a ligatúrát nem kapjuk vissza az eredeti két jelet. Ligatúrának nevezzük továbbá az állandó összekapcsolásokat is, amikor a jelek egymás mellé írva  más jelentéssel bírnak, mint külön-külön.
A középkorban a kéziratokban és az ősnyomtatványokban gyakori volt. A középkori írásgyakorlatban – körülbelül az 5-8. században, a karoling írásreform előtt – jellemző volt, hogy folyamatos kézmozdulattal, az íróeszköz felemelése nélkül minél több betűt írtak le, még ha ez a betűk torzulásával vagy helyzetük megváltozásával járt is. Így a kódexmásolók is nagyon sok rövidítést, betűösszevonást használtak, egyrészt, hogy munkát, helyet takarítsanak meg, másrészt, hogy a sorokat megfelelően ki tudják tölteni. A 15-16. századi nyomdák gyakran használtak ligatúrákat: Gutenberg 42 soros Bibliájában 290 betűjel fordult elő, ezek nagy része ligatúra volt. A ligatúrákat kétféleképpen hozták létre: a betűket egymásba tolták vagy ívvel kötötték össze.
A nyomdászatban két vagy több, egymásba kapcsolódó rajzú, egy testre öntött nyomdabetűt nevezünk ligatúrának. Több antikvánál ligatúraként jelennek meg az ff, fi, fj és fl betűpárok, mert ezekben a betűkapcsolatokban a második betű veszélyeztetné az f felső kanyarulatát, illetve az fi, fj kapcsolatokban az f az i vagy j pontját.
A francia és latin szedéshez gyakran ligatúrának öntik az ae, oe, AE, OE betűket. Egyes betűtípusokban (például fraktúr) kiemelkedően sok ligatúra fordul elő.

## Unicode
A Unicode számos ligatúrát definiál, azonban ezek használata ellenjavallt. A szabványba felvett ligatúrák többsége is csak a Unicode előtt már meglévő karakterkódolásokkal való kompatibilitást szolgálja, és a Unicode jelenlegi álláspontja szerint további ligatúrák nem is fognak helyet kapni a szabványban. Az ezzel kapcsolatos viták rendre újra és újra fellángolnak.

Néhány ligatúra, amely a Unicode-ban is megtalálható

| Betűkapcsolat | Ligatúra | Unicode        |
| ------------- | -------- | -------------- |
| Et            | &        | U+0026         |
| ſz, ſſ, ss    | ß        | U+00DF         |
| AE, ae        | Æ, æ     | U+00E6, U+00C6 |
| OE, oe        | Œ, œ     | U+0152, U+0153 |
| ue            | ᵫ        | U+1D6B         |
| ff            | ﬀ        | U+FB00         |
| fi            | ﬁ        | U+FB01         |
| fl            | ﬂ        | U+FB02         |
| ffi           | ﬃ        | U+FB03         |
| ffl           | ﬄ        | U+FB04         |
| ſt            | ﬅ        | U+FB05         |
| st            | ﬆ        | U+FB06         |
| IJ, ij        | Ĳ, ĳ     | U+0132, U+0133 |

### A Unicode érvei
- A ligatúrák megjelenítése nem a kódtábla, hanem a betűtípus feladata. Míg egyes betűkapcsolatok egy bizonyos betűtípusban lecserélhetők egy külön szimbólumra, addig ezt egy másik betűtípusban már nem biztos, hogy meg lehet tenni. A fix széles betűtípusokban például tipikusan értelmetlen ligatúrákat használni.
- A Unicode nem szimbólumok, hanem karakterek gyűjteménye, így betűkapcsolatoknak nincs benne helyük.
- Ha a szövegben külön kóddal helyettesítünk egyes betűkapcsolatokat, nem lehet többé keresni az eredeti szövegre azokon a helyeken, amiket érint a csere.
- Egy szövegszerkesztő vagy szöveget megjelenítő alkalmazás (például webböngésző) a megjelenítendő szöveg nyelvétől függően eldöntheti, hogy a szövegben milyen betűkapcsolatokat vonjon össze ligatúrává (például latinban az „ae” összevonható, magyarban nem). A bizonytalan esetekre a Unicode biztosít két vezérlőkaraktert a ligatúrák kezelésére: A ZWJ (Zero Width Joiner, nulla szélességű összekapcsoló: U+200D) és a ZWNJ (Zero Width Non-Joiner, nulla szélességű össze nem kapcsoló: U+200C) karaktereket. Ezek nem láthatók – erre utal a nulla szélesség –, azonban két látható karakter közé téve őket, szabályozhatjuk, hogy a jelölt helyen a betűk összevonva jelenjenek-e meg (ha ez a használt betűtípussal lehetséges) vagy nem.

### Ellenérvek
- A ligatúrák kezelése általában nem a szöveg írójának, hanem a tipográfusnak a feladata. Egy nyomtatott kiadvány esetén már nincs szükség szerkesztésre vagy keresésre a szövegben, ezért nem okoz zavart, ha a ligatúrák önálló szimbólumokként lettek kódolva.
- Keresni egy, ligatúrákat külön szimbólumként (karakterkódként) tartalmazó szövegben nem nehéz feladat. Egyszerűbb, mint például szavakat betűrendbe sorolni egy adott nyelv helyesírása szerint.
- A mai szövegszerkesztők, webböngészők stb. többsége még mindig nem kezeli a ligatúrákat és figyelmen kívül hagyják a ZWJ-ZWNJ vezérlőkaraktereket. Sok rendszeren ma is olyan betűtípusok a legelterjedtebbek, amelyek nem használnak ligatúrákat.
- A nagyfokú nemtámogatottság következménye gyakran éppen az, hogy az ellenjavallt megoldások terjednek: makrók, amik a Unicode-ban meglévő pár ligatúrára cserélik le a felismert betűkapcsolatokat,[3] vagy olyan betűtípusok jelennek meg, amik a Unicode Private Use Area elnevezésű fenntartott helyeit használják a Unicode-ban eredetileg nem szereplő ligatúrákhoz (például „ct”, „fj” „tt”, stb.).[4] Ez utóbbi megoldás különösen ellenjavallt, hiszen a betűtípus cseréje olvashatatlanná teheti a szöveget, azonban a tipográfusnak gyakran nincs más lehetősége, ha az általa használt rendszer képes ugyan megjeleníteni a Unicode karaktereket, de nem alkalmazza a Unicode által javasolt megoldásokat a ligatúrák kezelésére.